# Puerto Elizabeth
Puerto Elizabeth o Die Baai (en afrikáans: Die Baai; en xhosa: iBhayi), oficialmente Gqeberha desde el 23 de febrero de 2021, es una ciudad de Sudáfrica, ubicada en la provincia del Cabo Oriental. La ciudad se sitúa en la bahía de Algoa, y es uno de los mayores puertos en Sudáfrica.

## Datos
Tenía 1.005.776 habitantes en 2001, y se calcula que su área metropolitana (Municipalidad Metropolitana Nelson Mandela) posee cerca de 1.500.000 habitantes (30.6% negros, 27.0% mestizos, 37.8% blancos y 3.2% de asiáticos). Las tres lenguas más habladas son el afrikáans (40.2%), el inglés (33.2%), y el Isi-Xhosa (22.2%).
Port Elizabeth está al sur del parque nacional de Elefantes Addo, y es sede de la Universidad de Puerto Elizabeth, que su fusionó PE Technicon y Vista University en 2005, para formar la Universidad Metropolitana Nelson Mandela.
Desde 1998, Port Elizabeth es ciudad hermana con la ciudad sueca de Gotemburgo, fomentando el desarrollo de campos comunes de interés como gestión de residuos, bibliotecas públicas, deporte y turismo.
En 2000 Port Elizabeth se convirtió en la sexta ciudad hermana de Jacksonville, Florida en los Estados Unidos. Otra ciudad hermana es Palm Desert, California, también en los Estados Unidos, desde 2005.
La muerte más lejana atribuida al tsunami del océano Índico de 2004 ocurrido el 26 de diciembre de 2004 sucedió en la Playa del Horizonte Azul (Blue Horizon Beach), en las afueras de Port Elizabeth, a 8000 kilómetros (5.000 millas) de distancia del epicentro del terremoto que causó la ola gigantesca.
Port Elizabeth es a menudo abreviada a "PE", y apodada "la Ciudad Amistosa" o "la Ciudad Ventosa"

## Historia

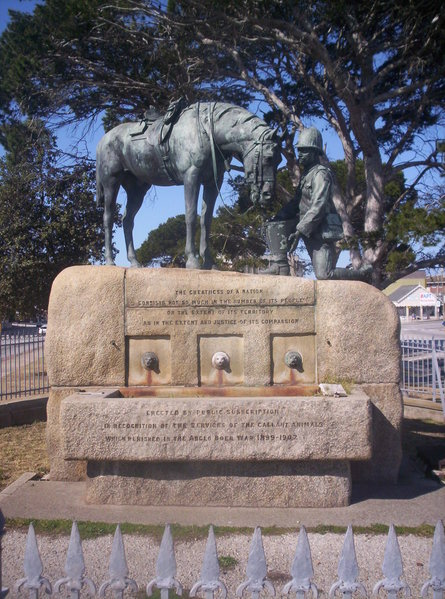
Horse Memorial, un conjunto escultórico en bronce a tamaño natural de un caballo y un soldado ofreciéndole un cubo de agua, con un abrevadero en la base, erigido en 1905 en memoria de los miles de caballos que sirvieron y murieron durante la segunda guerra angloboer; la estatua fue destrozada en un acto vandálico en abril de 2015 por un grupo asociado a la extrema izquierda, al considerarla como parte del pasado colonial.

La ciudad fue fundada en 1820 por Sir Rufane Donkin, el gobernador de la Colonia del Cabo, y fue habitada inicialmente con 4000 británicos. Debe su nombre a la esposa de su fundador, y no a Isabel I como muchos creen.
Los británicos construyeron un campo de concentración aquí durante la Segunda guerra anglo-bóer para alojar a mujeres y niños bóeres.
En 2001 fue formada la Municipalidad Metropolitana Nelson Mandela (NMMM), una zona administrativa que comprende Port Elizabeth, las ciudades vecinas de Uitenhage y Despatch y las áreas agrícolas circundantes. Esta área metropolitana tiene una población de 1,5 millones de habitantes.
Port Elizabeth, Despatch y Uitenhage son ahora conocidos como la Bahía Nelson Mandela.

## Gobierno

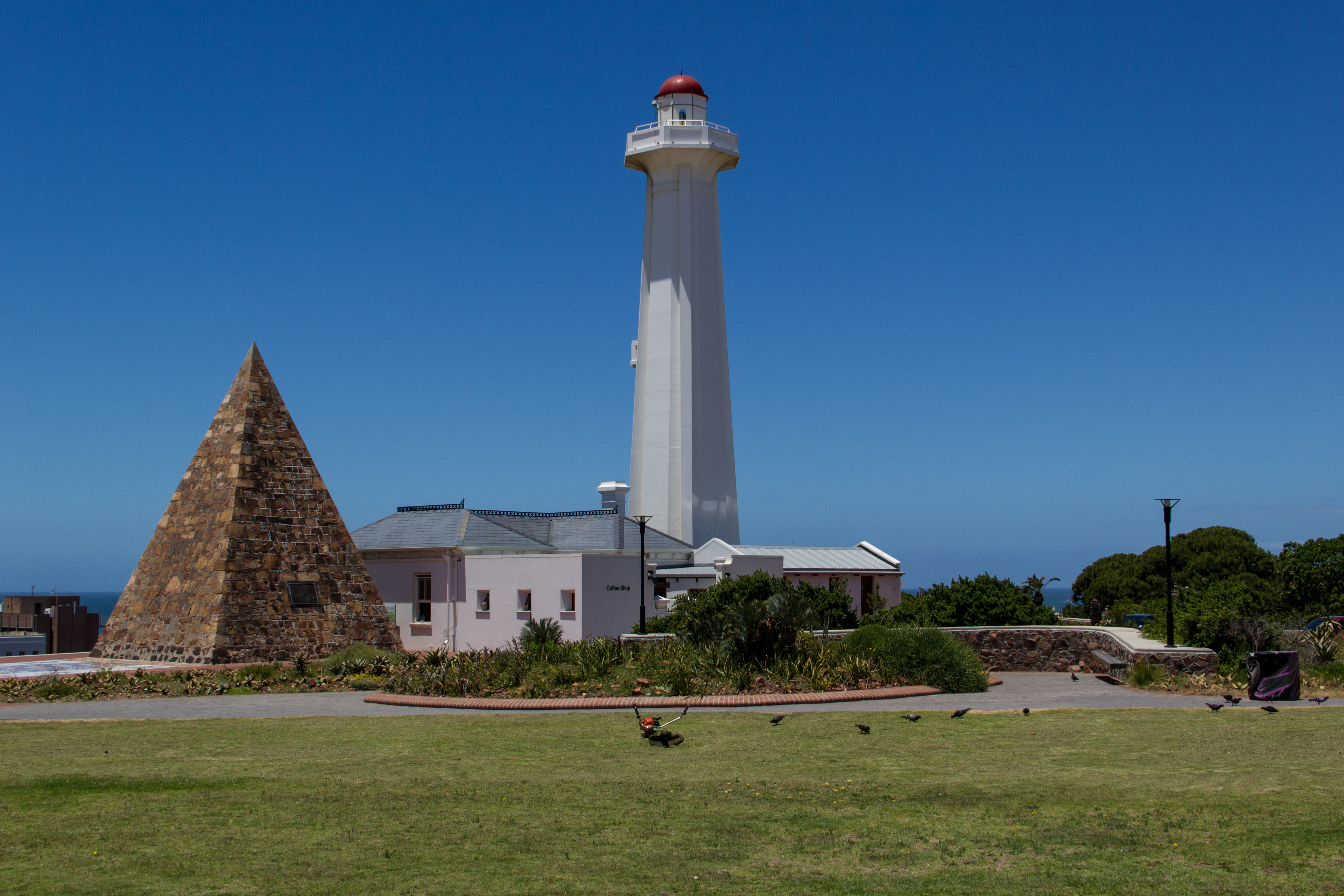
La Reserva Donkin.

Port Elizabeth forma parte de la Municipalidad Metropolitana Nelson Mandela. Port Elizabeth es una de las sedes del Alto Tribunal de Sudáfrica (High Court of South Africa), así como de juzgados de primera instancia (Magistrates Courts of South Africa). Como consecuencia de la presencia de un Alto Tribunal, varios otros órganos relacionados del estado como una Oficina de Peritos y una Dirección del Ministerio Público Fiscal están presentes en la ciudad. Otros departamentos de Gobierno (sobre todo provincial) mantienen organismos u otras oficinas en Port Elizabeth.

## Clima
| Parámetros climáticos promedio de Puerto Elizabeth (1961−1990) | Parámetros climáticos promedio de Puerto Elizabeth (1961−1990) | Parámetros climáticos promedio de Puerto Elizabeth (1961−1990) | Parámetros climáticos promedio de Puerto Elizabeth (1961−1990) | Parámetros climáticos promedio de Puerto Elizabeth (1961−1990) | Parámetros climáticos promedio de Puerto Elizabeth (1961−1990) | Parámetros climáticos promedio de Puerto Elizabeth (1961−1990) | Parámetros climáticos promedio de Puerto Elizabeth (1961−1990) | Parámetros climáticos promedio de Puerto Elizabeth (1961−1990) | Parámetros climáticos promedio de Puerto Elizabeth (1961−1990) | Parámetros climáticos promedio de Puerto Elizabeth (1961−1990) | Parámetros climáticos promedio de Puerto Elizabeth (1961−1990) | Parámetros climáticos promedio de Puerto Elizabeth (1961−1990) | Parámetros climáticos promedio de Puerto Elizabeth (1961−1990) |
| Mes                                                            | Ene.                                                           | Feb.                                                           | Mar.                                                           | Abr.                                                           | May.                                                           | Jun.                                                           | Jul.                                                           | Ago.                                                           | Sep.                                                           | Oct.                                                           | Nov.                                                           | Dic.                                                           | Anual                                                          |
| -------------------------------------------------------------- | -------------------------------------------------------------- | -------------------------------------------------------------- | -------------------------------------------------------------- | -------------------------------------------------------------- | -------------------------------------------------------------- | -------------------------------------------------------------- | -------------------------------------------------------------- | -------------------------------------------------------------- | -------------------------------------------------------------- | -------------------------------------------------------------- | -------------------------------------------------------------- | -------------------------------------------------------------- | -------------------------------------------------------------- |
| Temp. máx. abs. (°C)                                           | 38.6                                                           | 37.7                                                           | 40.7                                                           | 39.0                                                           | 35.4                                                           | 32.4                                                           | 33.1                                                           | 34.3                                                           | 39.0                                                           | 39.1                                                           | 35.8                                                           | 36.0                                                           | 40.7                                                           |
| Temp. máx. media (°C)                                          | 25.4                                                           | 25.4                                                           | 24.6                                                           | 23.0                                                           | 21.7                                                           | 20.3                                                           | 19.7                                                           | 19.6                                                           | 20.0                                                           | 20.8                                                           | 22.3                                                           | 24.3                                                           | 22.3                                                           |
| Temp. media (°C)                                               | 21.3                                                           | 21.2                                                           | 20.3                                                           | 18.2                                                           | 16.1                                                           | 14.3                                                           | 13.9                                                           | 14.3                                                           | 15.4                                                           | 16.7                                                           | 18.2                                                           | 20.1                                                           | 17.5                                                           |
| Temp. mín. media (°C)                                          | 17.9                                                           | 17.9                                                           | 16.9                                                           | 14.3                                                           | 11.5                                                           | 9.2                                                            | 8.8                                                            | 9.8                                                            | 11.4                                                           | 13.1                                                           | 14.6                                                           | 16.4                                                           | 13.5                                                           |
| Temp. mín. abs. (°C)                                           | 7.4                                                            | 7.9                                                            | 7.0                                                            | 4.4                                                            | -0.3                                                           | -0.5                                                           | -0.5                                                           | -0.2                                                           | 1.5                                                            | 3.0                                                            | 5.6                                                            | 6.5                                                            | -0.5                                                           |
| Precipitación total (mm)                                       | 36                                                             | 40                                                             | 54                                                             | 58                                                             | 59                                                             | 62                                                             | 47                                                             | 64                                                             | 62                                                             | 59                                                             | 49                                                             | 34                                                             | 624                                                            |
| Días de precipitaciones (≥ 1.0 mm)                             | 5                                                              | 5                                                              | 7                                                              | 6                                                              | 5                                                              | 5                                                              | 5                                                              | 7                                                              | 6                                                              | 7                                                              | 7                                                              | 5                                                              | 70                                                             |
| Horas de sol                                                   | 265.9                                                          | 222.9                                                          | 228.7                                                          | 220.6                                                          | 221.7                                                          | 207.5                                                          | 227.8                                                          | 232.0                                                          | 213.0                                                          | 236.3                                                          | 250.1                                                          | 278.9                                                          | 2805.4                                                         |
| Humedad relativa (%)                                           | 77                                                             | 80                                                             | 81                                                             | 80                                                             | 76                                                             | 73                                                             | 74                                                             | 76                                                             | 77                                                             | 78                                                             | 78                                                             | 77                                                             | 77                                                             |
| Fuente n.º 1: NOAA                                             |                                                                |                                                                |                                                                |                                                                |                                                                |                                                                |                                                                |                                                                |                                                                |                                                                |                                                                |                                                                |                                                                |
| Fuente n.º 2: South African Weather Service                    |                                                                |                                                                |                                                                |                                                                |                                                                |                                                                |                                                                |                                                                |                                                                |                                                                |                                                                |                                                                |                                                                |